# Von Gedda
von Gedda är en svensk friherrlig ätt.
Äldste kände stamfader är rådmannen i Visby, Johan Gedda som var gift med Juliana Rosina Lönn, dotter till en slottsfogde i Visby. Deras son, kommissionssekreteraren i Paris, sedermera kanslirådet och envoyén vid franska hovet samt ambassadören vid fredskongressen i Soissons, hovkanslern och presidenten i Kammarrevisionen Niklas Petter Gedda (1674-1758), adlades 1719 22/12 i Stockholm av drottning Ulrika Eleonora med namnet von Gedda, och introducerades 1720 under nuvarande nr 1710.
Han upphöjdes till fransk baron 1727 31/5 av konung Ludvig XV, och upphöjdes i svensk friherrlig värdighet 1730 14/1 i Stockholm av Konung Fredrik I, och introducerades såsom sådan 1731 19/6 under nr 202, varvid den adliga ätten utgick. Niklas Peter von Gedda var gift tre gånger och fick flera barn, men ätten fortlevde endast med sonen Peter Niklas från andra äktenskapet med en von Düben nr 135 vars mor hette Törne och tillhörde samma släkt som von Törne, Törne, Törnflycht, Törnebladh och Törnstierna.
Ätten fortlever i Sverige. Svenska friherrebrevet i original, liksom franska friherrebrevet i original med separat vapenritning i färg är sedan 1933 deponerade i Riddarhuspalatset.
Till släkten hör Kristina Hjertén von Gedda.